# Comité Paralímpico Luxemburgués
El Comité Paralímpico Luxemburgués es el comité paralímpico nacional que representa a Luxemburgo. Esta organización es la responsable de las actividades deportivas paralímpicas en el país. Es miembro del Comité Paralímpico Internacional y del Comité Paralímpico Europeo.